# Heinz Neumüller

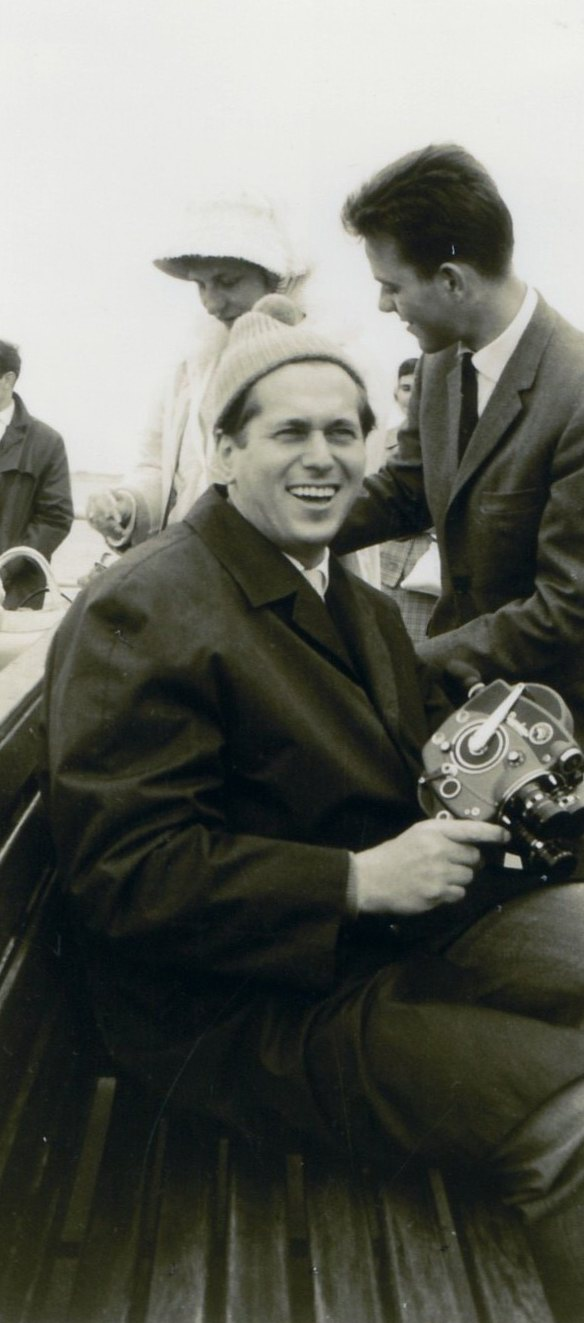
Heinz Neumüller

Heinz Neumüller (* 1. Mai 1920 in Oldenburg; † 22. November 1998 in Oldenburg) war ein deutscher Unternehmer und Gründer der CeWe Color AG & Co. OHG.

## Leben
Heinz Neumüller erlebte eine prägende Zeit als Marineoffizier. Er war leidenschaftlicher Fotograf. 1949 heiratete er die Tochter von Carl Wöltje, Sigrid Marie Wöltje, Inhaber des Fachgeschäfts für das Lichtbildwesen Wöltje. An seinem 28. Geburtstag trat Neumüller in Oldenburg in das Geschäft seiner Schwiegereltern ein. 1961 gründete er im Stammhaus Carl Wöltje in Oldenburg die CeWe Color Betriebe. Zu Ehren seines Schwiegervaters nahm er die Initialen „CW“ in die Firmenbezeichnung auf.
1971 wurde er mit seinem Unternehmen erstmals im Ausland aktiv und erschloss den niederländischen Markt. 1973 fusionierte er die Firma mit der Vereinigten Color in Hamburg und Bremen. Die Firmenbezeichnung lautete von seitdem Vereinigte CEWE COLOR Betriebe. Im Laufe der folgenden Jahre übernahm Heinz Neumüller weitere Laborbetriebe im In- und Ausland und wurde im Zuge des Übergangs von der Schwarzweiß- zur Farbfotografie in den 70er Jahren einer der Marktführer für Fotofinishing in Deutschland. Von 1961 bis 1992 fungierte er als Geschäftsführer. Danach wechselte er in den Aufsichtsrat, dessen Vorsitzender er bis kurz vor seinem Tod 1998 blieb.

## Heinz Neumüller Stiftung
1995 gründete er die Heinz Neumüller Stiftung, die Promotionsvorhaben junger Wissenschaftler der Carl von Ossietzky Universität Oldenburg in den Studiengängen Informatik sowie der Wirtschafts-, Rechts- und Naturwissenschaften unterstützt. Sie ist mit einem Stiftungskapital von 550.000 Euro ausgestattet.

## Auszeichnungen
- 1979: Bundesverdienstkreuz am Bande des Verdienstordens der Bundesrepublik Deutschland[4]
- 1986: Bundesverdienstkreuz 1. Klasse
- 1996: Ehrensenatorenwürde der Universität Oldenburg[1]
- 1998: Großes Verdienstkreuz des Niedersächsischen Verdienstordens